# بخش قلعه‌نو

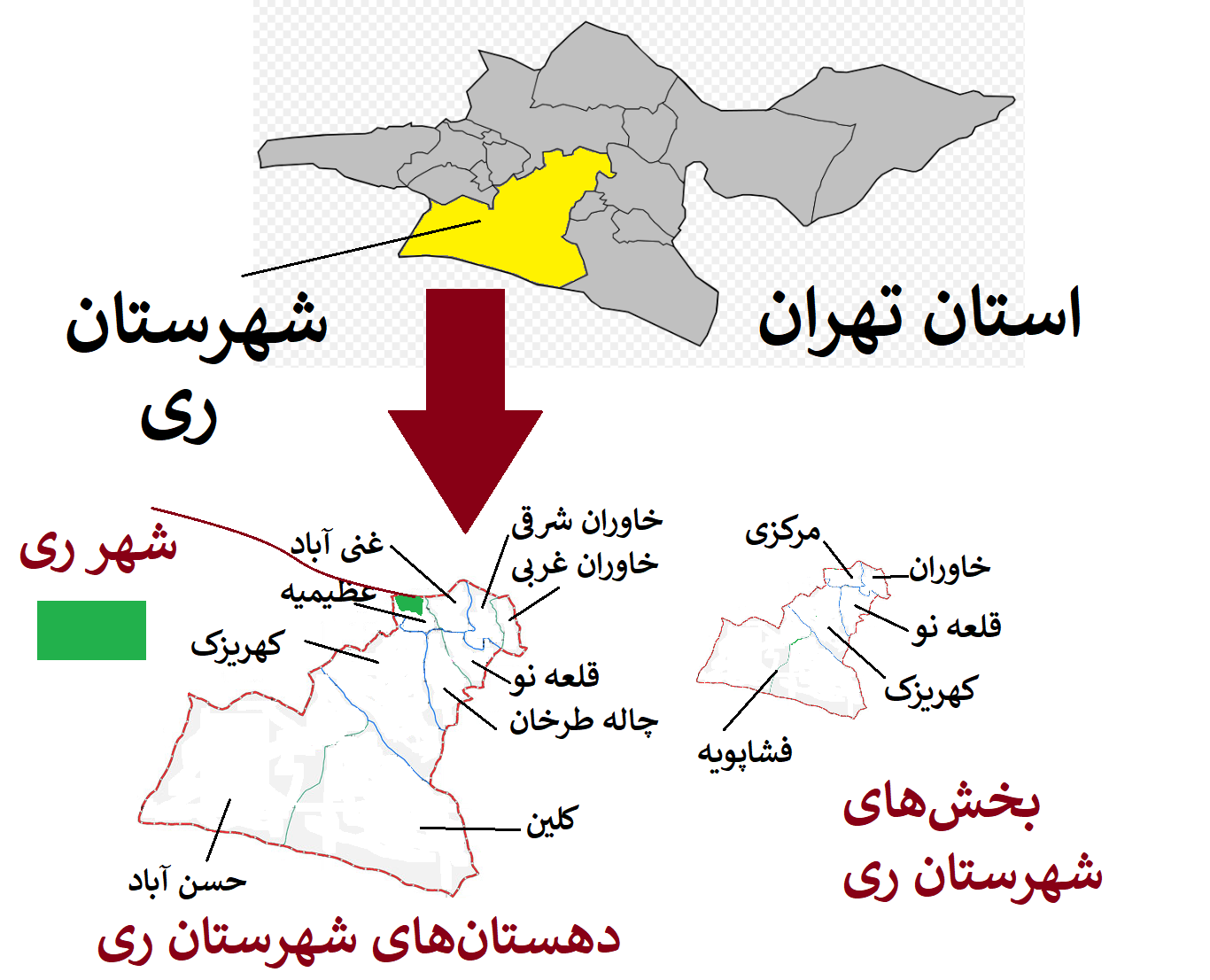
بخش‌ها و دهستان‌های شهرستان ری

بخش قلعه‌نو یکی از بخش‌های شهرستان ری استان تهران ایران است.
بخش قلعه‌نو دارای 14روستا مسکونی و6روستای فاقدسکنه میباشد. 
روستاهای قلعه نو املاک، قشلاق قلعه نو، حاجی آباد، فرون آباد اول، فرون آباد دوم، فرون آباد سوم، جیتو، از این بخش جداشده و به شهرستان پاکدشت الحاق شده است.
روستاهای عباس آباد علاقه بند، قاسم آباد تهرانچی، محمود آباد خالصه، از این بخش جدا شده وبه بخش خاوران ری الحاق شده است. 
کلانتری 173 امین آباد، در روستاهای فیروز آباد و ده خیر کلانتری 177 خاورشهر در روستاهای زمان آباد، کریم آباد تهرانچی، شمس آباد ، کلانتری 211قلعه نو در سایر روستاهای زیر مجموعه بخش قلعه نو عهده دار امور انتظامی هستند. 
دادسرای عمومی قلعه‌نو در سال 1399 در مرکز بخش افتتاح شده و امور قضایی کلیه روستاهای تابعه به این دادسرا ارجاع می‌شود. 
اداره گاز قلعه‌نو در سال 1398 در مرکز بخش قلعه نو افتتاح شد ومشغول خدمت رسانی به روستاهای تابعه میباشد

## جمعیت
با توجه به این‌که این بخش جدیداً ایجاد شده‌است، جمعیت آن طی سرشماری عمومی نفوس و مسکن (۱۳۹۵) برآورد خواهد شد.

## تقسیمات کشوری
- بخش قلعه‌نو 
  - دهستان قلعه‌نو
  - دهستان چاله طرخان

شهر : قلعه‌نو
روستاهای :
فیروزآباد
ده خیر
زمان آباد
طالب آباد
چالطرخان
نجم آباد
عشق آباد
قمی آباد
مقیم آباد
گل تپه
کریم آباد
حمید آباد
علی آبادقیصریه 
روستاهای مسکونی این بخش میباشند
روستاهای
قاسم آباد
کلاغایه
نظر آباد
زرورق
شمس آباد
نعیم آباد 
روستاهای فاقد سکنه این بخش میباشد